# بوليط عطري
بوليط عطري (الاسم العلمي:Boletus aromaticus) هو نوع من الفطريات يتبع جنس البوليط من الفصيلة البوليطية.